# Eredivisie (mannenhandbal) 2014/15
De Lotto Eredivisie is de hoogste afdeling van het Nederlandse handbal bij de heren op landelijk niveau. In het seizoen 2014/2015 namen tien teams deel aan de reguliere competitie. Tijdens de aansluitende nacompetitie werden de vijf ploegen, die vooraf in de BENE-League hebben gespeeld, hier aan toegevoegd. OCI-LIONS werd in het betreffende seizoen landskampioen. APai/Aristos degradeerde naar de Eerste divisie.

## Opzet
De BENE-League en de eredivisie deels met elkaar verweven. De 6 "beste" ploegen van vorig seizoen, spelen eerst een volledige competitie in BENE-League verband, terwijl de overige 10 ploegen eerst een volledige reguliere competitie in eredivisie verband spelen.
De ploegen die in de BENE-League plaatsen zich automatisch voor de kampioenspoule, deze wordt aangevuld met de vier hoogst geklasseerde ploegen uit de reguliere competitie, mits er geen ploeg in de kampioenspoule zit die deel uitmaakt van dezelfde vereniging. De beste vier in de kampioenspoule spelen volgend jaar BENE-League, de beste twee plaatsen zich voor Best of Three-serie. De winnaar van deze serie is de kampioen van Nederland.
De overige teams van de reguliere eredivisie spelen in de degradatiepoule. De laagst geklasseerde ploeg in de degradatiepoule degradeert rechtstreeks naar de eerste divisie. De een na laatste speelt een wedstrijd tegen de winnaar van het periodekampioenschap van de eerste divisie, om één plaats in de eredivisie.

## Teams
| Club                                 | Plaats         | Provincie     | Trainers                         | Hal                                 |
| Eredivisie                           | Eredivisie     | Eredivisie    | Eredivisie                       | Eredivisie                          |
| ------------------------------------ | -------------- | ------------- | -------------------------------- | ----------------------------------- |
| APai/Aristos                         | Amsterdam      | Noord-Holland | Serge Ter Horst                  | Aristoshal                          |
| Oosting Metaal Recycling/E&O         | Emmen          | Drenthe       | Edwin Kippers                    | Angelslo                            |
| Hellas                               | Den Haag       | Zuid-Holland  | Neso Saponjic Björn Budding      | Hellashal                           |
| Hercules                             | Den Haag       | Zuid-Holland  | Maarten Roestenburg              | Boswijk                             |
| Alphadeur/Houten                     | Houten         | Utrecht       | Hans van Dijk                    | De Slinger                          |
| JMS/Hurry-Up                         | Zwartemeer     | Drenthe       | Joop Fiege                       | Concrete People Arena               |
| OCI-LIONS 2                          | Sittard-Geleen | Limburg       | Harold Nüsser                    | De Haamen (Beek) Fitland XL Sittard |
| Koornneef Werving & Selectie/Quintus | Kwintsheul     | Zuid-Holland  | René Zwinkels                    | Van der Voorthal                    |
| Swift Arnhem                         | Arnhem         | Gelderland    | Johann Peters                    | Elderveld                           |
| TTL RED-RAG/Tachos                   | Waalwijk       | Noord-Brabant | Frank van Ommen Martijn Verhagen | De Slagen                           |
| BENE-League                          |                |               |                                  |                                     |
| FIQAS/Aalsmeer                       | Aalsmeer       | Noord-Holland | René Romeijn                     | De Bloemhof                         |
| Targos Bevo HC                       | Panningen      | Limburg       | Martin Vlijm                     | De Heuf                             |
| OCI-LIONS                            | Sittard-Geleen | Limburg       | Monique Tijsterman               | Fitland XL Sittard                  |
| KRAS/Volendam                        | Volendam       | Noord-Holland | Mark Schmetz                     | Opperdam                            |

## Reguliere competitie
| Pos | Club                                 | Wed | W  | G | V  | Ptn | DV  | DT  | +/−  | Opmerking                        |
| --- | ------------------------------------ | --- | -- | - | -- | --- | --- | --- | ---- | -------------------------------- |
| 1   | JMS/Hurry-Up                         | 18  | 18 | 0 | 0  | 34  | 580 | 439 | +141 | Naar kampioenspoule              |
| 2   | OCI-LIONS 2                          | 18  | 11 | 1 | 6  | 23  | 533 | 494 | +39  | Automatisch naar degradatiepoule |
| 3   | TTL RED-RAG/Tachos                   | 18  | 10 | 3 | 5  | 23  | 486 | 457 | +29  | Naar kampioenspoule              |
| 4   | Oosting Metaal Recycling/E&O         | 18  | 10 | 0 | 8  | 20  | 519 | 490 | +29  | Naar kampioenspoule              |
| 5   | Alphadeur/Houten                     | 18  | 10 | 0 | 8  | 20  | 445 | 460 | −15  | Naar kampioenspoule              |
| 6   | Koornneef Werving & Selectie/Quintus | 18  | 8  | 3 | 7  | 19  | 469 | 458 | +11  | Naar degradatiepoule             |
| 7   | Swift Arnhem                         | 18  | 6  | 1 | 11 | 13  | 446 | 503 | −57  | Naar degradatiepoule             |
| 8   | Hercules                             | 18  | 4  | 2 | 12 | 10  | 465 | 482 | −17  | Naar degradatiepoule             |
| 9   | APai/Aristos                         | 18  | 4  | 2 | 12 | 10  | 443 | 517 | −74  | Naar degradatiepoule             |
| 10  | Hellas                               | 18  | 2  | 2 | 14 | 6   | 354 | 440 | −86  | Naar degradatiepoule             |

## Nacompetitie

### Degradatiepoule
| Pos | Club                                 | Wed | W | G | V | Ptn | DV  | DT  | +/− | BP | Opmerking                                                     |
| --- | ------------------------------------ | --- | - | - | - | --- | --- | --- | --- | -- | ------------------------------------------------------------- |
| 1   | OCI-LIONS 2                          | 10  | 8 | 0 | 2 | 22  | 291 | 255 | +36 | 6  |                                                               |
| 2   | Swift Arnhem                         | 10  | 7 | 2 | 1 | 20  | 299 | 272 | +27 | 4  |                                                               |
| 3   | Koornneef Werving & Selectie/Quintus | 10  | 6 | 0 | 4 | 17  | 266 | 255 | +11 | 5  |                                                               |
| 4   | Hercules                             | 10  | 3 | 1 | 6 | 10  | 276 | 283 | −7  | 3  |                                                               |
| 5   | Hellas                               | 10  | 2 | 2 | 6 | 7   | 189 | 225 | −36 | 1  | Best of two tegen winnaar periodekampioenschap eerste divisie |
| 6   | APai/Aristos                         | 10  | 1 | 1 | 8 | 5   | 229 | 260 | −31 | 2  | Directe degradatie naar eerste divisie                        |

### Kampioenspoule
| Pos | Club                         | Competitie  | Wed | W  | G | V  | Ptn | DV  | DT  | +/−  | Opmerking                         |
| --- | ---------------------------- | ----------- | --- | -- | - | -- | --- | --- | --- | ---- | --------------------------------- |
| 1   | OCI-LIONS                    | BENE-League | 14  | 13 | 0 | 1  | 26  | 481 | 365 | +116 | Gekwalificeerd voor Best of Three |
| 2   | KRAS/Volendam                | BENE-League | 14  | 9  | 2 | 3  | 20  | 430 | 365 | +65  | Gekwalificeerd voor Best of Three |
| 3   | FIQAS/Aalsmeer               | BENE-League | 14  | 9  | 1 | 4  | 19  | 429 | 344 | +85  |                                   |
| 4   | Targos Bevo HC               | BENE-League | 14  | 9  | 0 | 5  | 18  | 403 | 356 | +47  |                                   |
| 5   | JMS/Hurry-Up                 | Eredivisie  | 14  | 7  | 1 | 6  | 15  | 426 | 369 | +57  |                                   |
| 6   | Oosting Metaal Recycling/E&O | Eredivisie  | 14  | 3  | 0 | 11 | 6   | 332 | 448 | −116 |                                   |
| 7   | Alphadeur/Houten             | Eredivisie  | 14  | 2  | 0 | 12 | 4   | 347 | 468 | −121 |                                   |
| 8   | TTL RED-RAG/Tachos           | Eredivisie  | 14  | 2  | 0 | 12 | 4   | 323 | 456 | −133 |                                   |

1. 1 2 3 4  Speelt volgend seizoen BENE-League

## Best of Three
| 23 mei 2015 | OCI-LIONS | 29 - 28 | KRAS/Volendam | Fitland XL, Sittard |
| 23 mei 2015 |           |         |               | Fitland XL, Sittard |
| 23 mei 2015 |           |         |               | Fitland XL, Sittard |

| 30 mei 2015 | KRAS/Volendam | 28 - 34 | OCI-LIONS | Opperdam, Volendam |
| 30 mei 2015 |               |         |           | Opperdam, Volendam |
| 30 mei 2015 |               |         |           | Opperdam, Volendam |

| 7 juni 2015 | OCI-LIONS | v | KRAS/Volendam | Fitland XL, Sittard |
| 7 juni 2015 |           |   |               | Fitland XL, Sittard |
| 7 juni 2015 |           |   |               | Fitland XL, Sittard |

## Beste handballers van het jaar
Door de coaches zijn bij de heren de volgende spelers verkozen tot beste handballers van het jaar;
| Categorie    | Winnaar           | Club           |
| ------------ | ----------------- | -------------- |
| Beste keeper | Bart Ravensbergen | Targos Bevo HC |
| Beste speler | Luc Steins        | OCI-LIONS      |
| Talent       | Serge Heijnen     | OCI-LIONS      |